# 장 주네
장 주네(프랑스어: Jean Genet, 프랑스어 발음: [ʒɑ̃ ʒənɛ], 1910년 12월 19일~1986년 4월 15일)는 프랑스의 시인, 소설가, 극작가다. 사조로는 실존주의에 들어간다.

## 생애
파리에서 태어났으며 어머니는 매춘부였다. 그는 일곱 달만에 빈민구제원에 맡겨졌다. 일곱 살 때 프랑스 북동부에 있는 알리니-앙-모르방(프랑스어: Alligny-en-Morvan) 지방의 한 농가에 입양되었다. 10살 때 절도죄로 감화원에 수용되었다 풀려났다. 그 뒤로 독일, 스페인, 유고슬라비아, 네덜란드 등지를 남창, 거지, 절도, 마약 밀수 등 밑바닥 생활을 하면서 떠돌았다. 23살 때부터 여러 차례 절도 현행범으로 붙잡혀 프랑스 국내의 여러 형무소에서 복역하면서 1942년에는 시집 《사형수》, 이듬해인 1943년에 소설 《꽃피는 노트르담》을 발표하면서 작가 생활을 시작했다.
1949년에 절도죄로 종신형에 처할 위기에 처하나 장 폴 사르트르, 시몬 드 보부아르, 장 콕토, 파블로 피카소 등이 대통령에게 탄원하면서 그는 특별사면을 받았다. 2년 전인 1947년에 루이 주베가 《하녀들》을 상연하면서부터 희곡 창작을 시작했는데, 그보다 앞서(1944) 발표한 《엄중한 감시》를 비롯해 《발코니》(1955), 《흑인들》(1958), 《병풍》(1956~61) 등이 상연되면서 격렬한 논쟁을 낳았다.
말년에는 미국의 쿠바 개입과 베트남 전쟁, 남아프리카공화국의 아파르트헤이트에 반대하는 운동을 펼쳤고, 68혁명, 팔레스타인 해방 운동에 참여하는 등 사회운동가로도 활동했다.
장 폴 사르트르는 평전 《성 주네》를 쓰면서 그의 문학을 "말로 나타낸 고행승(苦行僧) 같은 실험"이라고 했다. 대표작으로는 시집 《사형수》, 소설 《도둑일기》, 《꽃피는 노트르담》, 예술 비평 《자코메티의 아틀리에》, 희곡 《하녀들》, 《발코니》, 《엄중한 감시》 등이 있다. 영화에도 손을 대 무성 영화 《사랑의 찬가》(1950)의 감독을 맡았었고, 영화 각본을 여러 편 썼다.

## 우리말 번역
- 예술 비평
  - 윤정임 옮김, 《자코메티의 아틀리에》, 열화당, 2019년 1월 10일
  - 상동, 《렘브란트》, 상동, 2020년 9월 10일
- 소설
  - 박형섭 옮김, 《도둑일기》, 민음사, 2008년 8월 25일
  - 상동, 《장미의 기적》, 문예출판사, 2024년 12월 16일
  - 성귀수 옮김, 《꽃피는 노트르담》, 문학동네, 2024년 8월 26일
- 희곡
  - 오세곤 옮김, 《하녀들》, 지만지드라마, 2020년 3월 24일
  - 상동, 《엄중한 감시》, 상동, 2020년 9월 28일
  - 이선화 옮김, 《발코니》, 상동, 2021년 12월 28일

## 같이 보기
- 장 폴 사르트르